# Уичитский университет
Уичитский университет (англ. Wichita State University, дословно — Уичитский университет штата [Канзас]) — американский университет, расположенный в Уичито, крупнейшем городе штата Канзас. Один из шести университетов, контролируемых Kansas Board of Regents. Нынешний ректор — доктор Дональд Л. Беггс (англ. Dr. Donald L. Beggs).
Университет предлагает более 60 программ и свыше 200 областей исследования в 6 колледжах: Школа бизнеса имени Франка Бартона, колледж образования, колледж технических наук, колледж изящных искусств, колледж здравоохранения и Файрмунтский колледж гуманитарных искусств и наук.
В университете обучаются свыше 14 тысяч студентов, представляющие практически каждый штат США и более 110 стран. 87 % студентов представляют какой-либо округ Канзаса.
330 акров (1,3 км²) занимает университетский городок, в котором проживает более 1000 студентов. Городок располагается поблизости от автомагистралей Interstate 135 и K-96 expressway на севере Уичита.
Университет имеет два филиала: Западный располагается в городе Мэйз, штат Канзас, а Южный — в городе Дерби, штат Канзас.

## История
Уичитский университет был основан в 1886 году Джозефом Гомером Паркером. Первоначально был известен как Файрмунтский колледж. В 1926 году в результате всенародного голосования стал неконфессиональным университетом при Муниципальном университете Уичиты (широко известный как Wichita или WU).
Через 38 лет, проведённых в качестве муниципального университета, 1 июля 1964 года, Уичитский университет официально вступил в систему высшего образования штата Канзас. В настоящее время Уичитский университет является одним из шести университетов штата Канзас, которые регулируются Канзасским советом регентов (Kansas Board of Regents). Также университет входит в тройку крупнейших научно-исследовательских институтов Канзаса.